# Stuttgart-Cannstatter Ruderclub von 1910
Der Stuttgart-Cannstatter Ruderclub von 1910 e. V. (Abkürzung StCRC) ist ein Ruderverein aus dem Stuttgarter Stadtbezirk Stuttgart-Mühlhausen am Neckar. Er ist der größte Ruderverein in Stuttgart.

## Allgemein

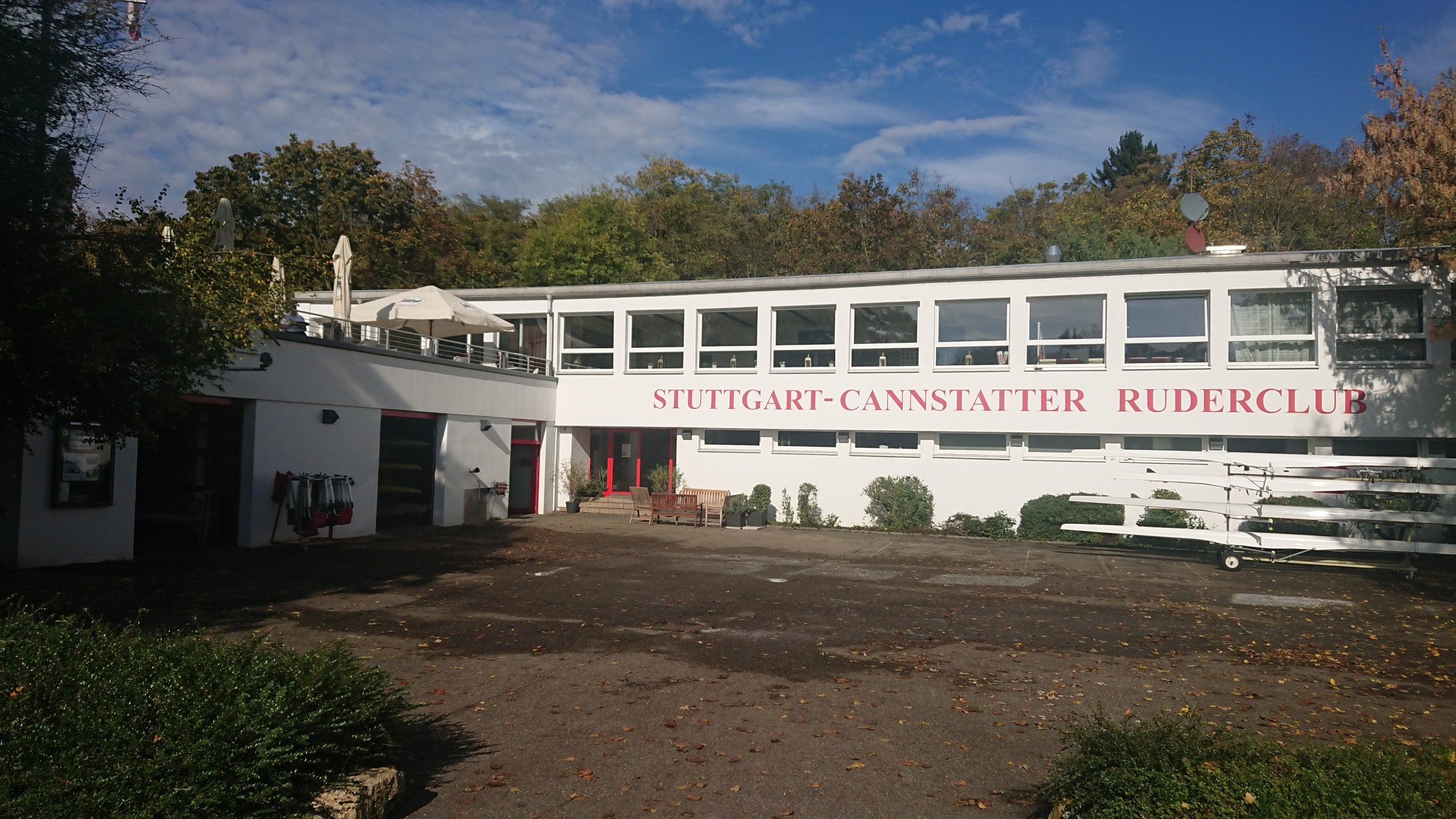
Bootshaus des Stuttgart-Cannstatter Ruderclub

Der Stuttgart-Cannstatter Ruderclub (StCRC) hat derzeit ca. 520 Mitglieder (Stand 2019). Davon sind ca. 25 % Kinder und Jugendliche unter 19 Jahre.
Das Bootshaus des StCRC liegt direkt am Neckar im Stadtbezirk Stuttgart-Mühlhausen. Das Ruderrevier des StCRC erstreckt sich dabei über etwa sechs Kilometer zwischen den Schleusen Bad Cannstatt (nahe Wilhelma) und Stuttgart-Hofen (nahe Max-Eyth-See). Der vorhandene Bootspark umfasst derzeit 75 verschiedene Boote mit ca. 190 Ruderplätzen. Der Verein ermöglicht seinen aktiven Mitgliedern zwischen ca. zehn und 85 Jahren, den Rudersport sowohl als Leistungs- sowie als Breitensport auszuüben. Die Rennruderer treten in allen Altersklassen bei regionalen, nationalen und internationalen Wettkämpfen an. Von Junioren über Senioren bis zu Mastersrennen wird an Kurz- und Langstreckenregatten teilgenommen. Zudem werden vier bis fünf Wanderfahrten pro Jahr für die Mitglieder angeboten.

## Ausbildung
Der StCRC beschäftigt zwei hauptamtliche Trainer (jeweils 50 %), vier nebenamtliche Trainer und einen „Bufdi“. Bei der Ruderschule für Erwachsene kommen ein nebenamtlicher Trainer und weitere ca. acht Ausbilder zum Einsatz.

## Geschichte
Der Stuttgart-Cannstatter Ruderclub wurde am 1. September 1910 auf der Berger Insel in Bad Cannstatt in einem Holzschuppen gegründet und entwickelte sich ab 1912 mit einem eigenen Bootshaus am Gaisburger Wehr weiter. Aufgrund des Ersten und Zweiten Weltkrieges änderten sich die Vereinsadressen mehrmals. Ab dem Jahre 1960 wurde das jetzige Bootshaus im Stadtbezirk Stuttgart-Mühlhausen geplant und gebaut und 1965 eingeweiht.

## Stadtachter

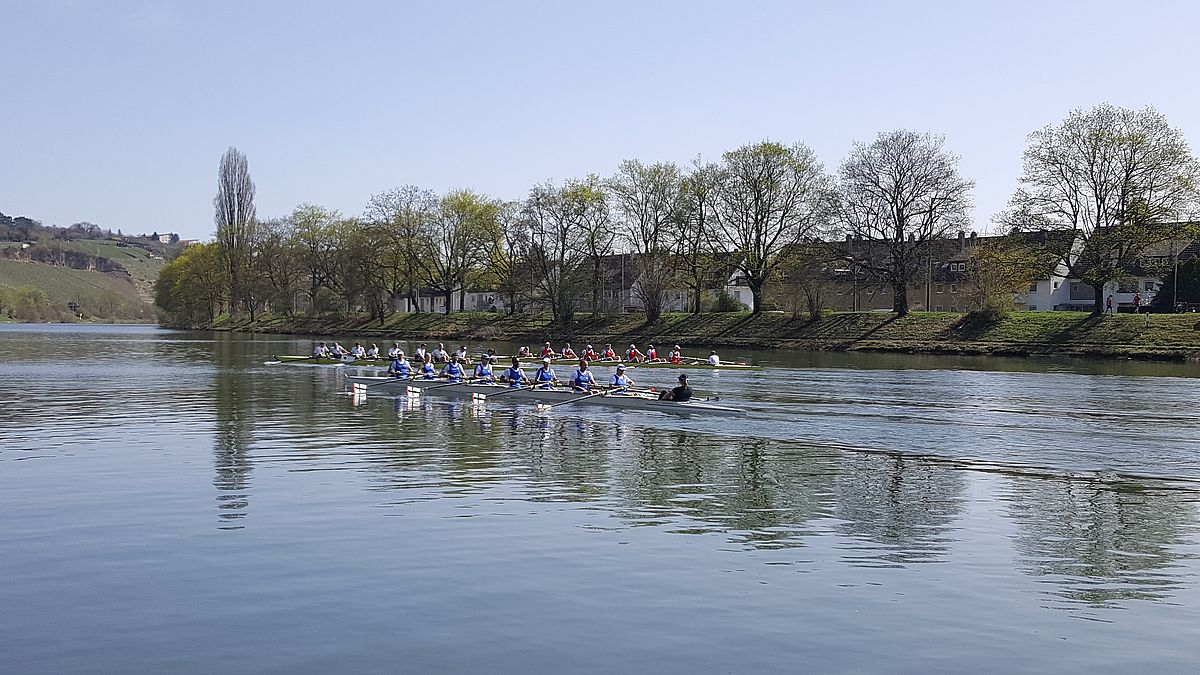
Stadtachter 2018

Jährlich wiederkehrend findet der „Stuttgarter Stadtachter“ statt. Die Regatta für Achter-Boote auf dem mittleren Neckar findet im Frühjahr statt. Seit 1987 geht es um den Wanderpreis der „Cannstatter Kanne“. Die Regatta gilt der Stärkung des Mannschaftssports in den Klassen Junioren/Juniorinnen-Achter (A, B), Damen-Achter, Herren-Achter, Firmen-Achter. Der schnellste Vereinsachter gewinnt auf der Langstrecke die „Cannstatter Kanne“ und im Sprint den „Heinz-Fritsch-Pokal“ als Wanderpreis.

## Erfolge
Ruderer des StCRC haben seit Gründung des Vereins an vielen regionalen, nationalen und internationalen Regatten erfolgreich teilgenommen. So waren Erika Endriss und Monika Zipplies mit dem deutschen Frauenachter Olympiafünfte 1976. Zwischen 2017 und 2019 gelangen auf internationaler Ebene folgende Erfolge:
- 2017: Europameisterschaft U23 im leichten Frauendoppelzweier (Janika Kölblin und Stefanie Weigt, Platz 2)
- 2018: Weltmeisterschaft U23 im leichten Frauenzweier ohne (Janika Kölblin und Marie-Christine Gerhardt, Platz 2)[4]
- 2019: Ruder-Weltmeisterschaften im leichten Frauenzweier ohne (Janika Kölblin und Marie-Christine Gerhardt, Platz 3)[5]
- 2024: Weltmeisterschaften U23 im Leichtgewichts-Männer-Doppelvierer (Philip Kaltenborn mit Paul Maissenhälter, Simon Haible und Maximilian Rühling)[6]

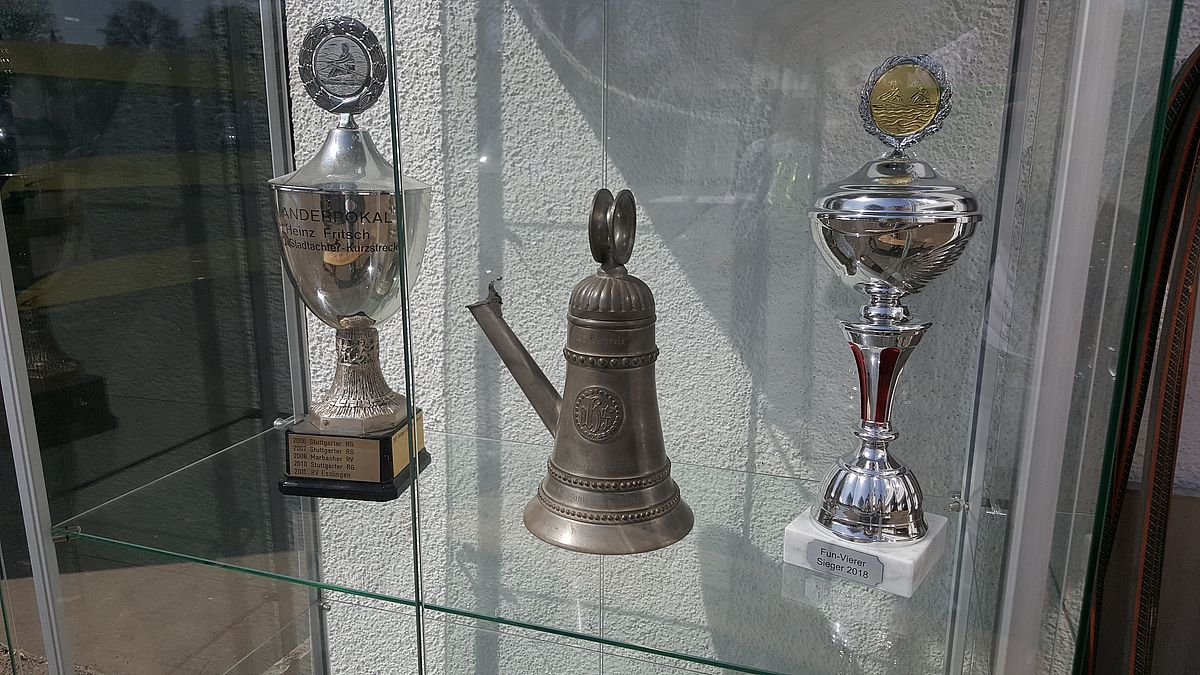
Pokale Stadtachter